# НСС
ЗАО «НСС» (читается как энэсэс) — бывший оператор мобильной связи стандарта GSM, предоставлявший свои услуги в ряде регионов Поволжья. 100 % акций компании принадлежали компании Tele2 Россия.
НСС предлагал абонентам как индивидуальное, так и корпоративное обслуживание. Абонентская база компании составляла около 3,4 млн абонентов, компания входила в топ 10 крупнейших сотовых операторов России. В Нижегородской и Ульяновской областях оператор с 2008 года предоставлял также услуги доступа в Интернет по технологии Wi-Fi.

## История развития компании
Компания учреждена в 1995 году и до 2007 года действовала как оператор сотовой связи Нижегородской области (ЗАО «Нижегородская сотовая связь»).
15 марта 2006 года Совет директоров ОАО «ВолгаТелеком» утвердил «Стратегию развития сотового бизнеса ОАО „ВолгаТелеком“», предусматривающую создание единого сотового оператора ОАО «ВолгаТелеком» в форме дочерней компании (на базе ЗАО «НСС») путём присоединения операторов мобильной связи, в которых компания владеет долями в уставном капитале.
В апреле 2007 года была завершена консолидация 100 % акций ОАО «Татинком-Т» — второго по величине сотового оператора, принадлежавшего ОАО «Волгателеком»: в середине апреля доля участия в его уставном капитале была увеличена с 50 % + 1 акция до 83,43 % (благодаря завершению сделки по приобретению 33,4 % акций ОАО «Уралсвязьинформ»), а к концу апреля были выкуплены 10,09 % у ОАО «Татарстан интернешнл коммюникейшнз, Лимитед» и 6,48 % у комитета по управлению коммунальным имуществом при главе администрации Казани.
В сентябре 2007 года внеочередные общие собрания акционеров ОАО «Татинком-Т», ЗАО «РТКОМ», ЗАО «Саратов-Мобайл», ЗАО «Чувашия Мобайл» и ЗАО «Пенза Мобайл» (дочерних компаний мобильной связи ОАО «ВолгаТелеком») приняли решения об их реорганизации в форме присоединения к ЗАО «НСС». В соответствии с решением Совета директоров ЗАО «НСС», на базе этих компаний образованы филиалы ЗАО «НСС», действующие на территории Республики Мордовия, Нижегородской области, Пензенской области, Саратовской области, Республики Татарстан, и Чувашской Республики .
Официально НСС начала свою деятельность как компания мобильной связи Приволжского федерального округа 1 декабря 2007 года, когда ОАО «Татинком-Т», ЗАО «РТКОМ», ЗАО «Саратов-Мобайл», ЗАО «Чувашия Мобайл» и ЗАО «Пенза Мобайл» были исключены из Единого государственного реестра юридических лиц.
В июле 2004 года ОАО «Волгателеком» приобрело 4 % акций ЗАО «Ульяновск-GSM» (первый оператор сотовой связи стандарта GSM Ульяновской области, образован 5 мая 1998 года, приступил к коммерческой эксплуатации сети 1 июля 1999 года), а 27 сентября 2004 года завершило сделку по приобретению ещё 5 % акций, доведя свою долю в уставном капитале оператора сотовой связи до 60 %.
В июле 2008 года ОАО «ВолгаТелеком» довело долю в уставном капитале ЗАО «Ульяновск-GSM» до 100 %, и в соответствии с решением Совета директоров от 17 сентября 2009 года о реорганизации компании, 1 декабря 2009 года начал свою работу Ульяновский филиал компании «НСС», образованный в результате присоединения ЗАО «Ульяновск GSM» к ЗАО «НСС».
С 2011 года «НСС» начала постепенно интегрироваться с другими операторами сотовой связи холдинга «Связьинвест»: с начала года операторы выпустили единые тарифы на услуги роуминга. 30 ноября 2011 года начался процесс ребрендинга, до середины 2012 года сотовые операторы, входящие в «Ростелеком», будут работать в режиме кобрендинга (одновременного использования старого и нового логотипа), после этого услуги сотовой связи будут оказываться под единым брендом «Ростелекома». В 2012 году начался процесс перехода «НСС» на единую систему биллинга «CBOSS»
В августе 2012 года ЗАО «Оренбург-GSM» было присоединено к ЗАО «НСС», став Оренбургским филиалом НСС .
В августе 2014 года было завершено присоединение ЗАО «РТ-Мобайл» (в том числе НСС) к Тele2.
15 мая 2015 года в Саратовской области произошёл перевод абонентов на Tele2.
19 июня 2015 года в Ульяновской области произошёл перевод абонентов на Tele2.
26 июня 2015 года в Пензенской области произошёл перевод абонентов на Tele2.
3 июля 2015 года в Республике Татарстан произошёл перевод абонентов на Tele2.
7 августа 2015 года в Республике Чувашия произошёл перевод абонентов на Tele2.
4 сентября 2015 года в Республике Мордовия произошёл перевод абонентов на Tele2.
18 сентября 2015 года в Оренбургской области произошёл перевод абонентов на Tele2.
29 сентября 2015 года в Нижегородской области произошёл перевод абонентов на Tele2.

## Территория действия НСС
До присоединения к Tele2 Россия сеть НСС действовала в 8 регионах Поволжья: Нижегородской, Саратовской, Пензенской, Ульяновской, Оренбургской областях, Республике Мордовия, Чувашской Республике и Республике Татарстан. Внутрисетевой роуминг, позволяющий совершать исходящие вызовы и отправлять SMS-сообщения по единому тарифу, предоставлялся в сетях всех 8 филиалов ЗАО «НСС», а также при регистрации в сети «Элайн-GSM» (Республика Марий Эл).
В конце 2007 года ЗАО «НСС» в рамках конкурса № 11-РЧ/2007 получило лицензии на оказание услуг сотовой связи стандарта GSM-1800 на Республику Калмыкия, Ставропольский край и Чеченскую Республику. Однако сети в этих регионах оператор в отведённые сроки не построил и 26 февраля 2010 года Арбитражный суд Нижегородской области по иску Роскомнадзора аннулировал данные лицензии.
В регионах, где не было сети НСС, действовал национальный роуминг (в сетях операторов Tele2, СМАРТС, МОТИВ, Utel, ЕТК, Байкалвестком действовал льготный роуминг). За пределами России предоставлялась услуга международного роуминга.

## Собственники и руководство
С момента образования 100 % акций ЗАО «Нижегородская сотовая связь» принадлежало ОАО «Нижегородсвязьинформ»; после реорганизации материнской компании в 2002 году, акции компании стали принадлежать ОАО «Волгателеком». В связи с реорганизацией ОАО «Волгателеком» в форме присоединения к ОАО «Ростелеком», с 1 апреля 2011 года по август 2014 года 100 % акций ЗАО «НСС» принадлежали ОАО «Ростелеком». С августа 2014 года находилась в оперативном управлении Tele2 Россия. С февраля 2015 года началась реорганизация в форме присоединения к Tele2 Россия. В конце сентября 2015 года абонентам НСС были разосланы СМС, извещающие о смене собственника следующего содержания: Уважаемый абонент, с 29.09.15 услуги /мобильной связи оказываются Вам под брендом Tele2.
Генеральные директора компании:
- с 2001 года по ноябрь 2011 года[20][21] — Михаил Викторович Петров (одновременно, с лета 2004 года[22] по 2005 год являлся заместителем генерального директора по мобильной связи ОАО «ВолгаТелеком», в 2005—2007 годах — заместитель генерального директора ОАО «ВолгаТелеком»[21], со 2 сентября 2010 года — генеральный директор компании «Мобител», управлявшей мобильными актива холдинга «Связьинвест»[23]);

- С 10 апреля 2012 года по 2 июля 2013 года — Вячеслав Расихович Касымов (одновременно — заместитель директора филиала «Ростелеком-Волга» по развитию мобильного бизнеса)[24];

- С 2 июля 2013 года по 1 октября 2015 года — Андрей Борисович Еремкин (одновременно — заместитель директора филиала «Ростелеком-Волга» по развитию мобильного бизнеса)[25].